# Teoria do Comando Divino

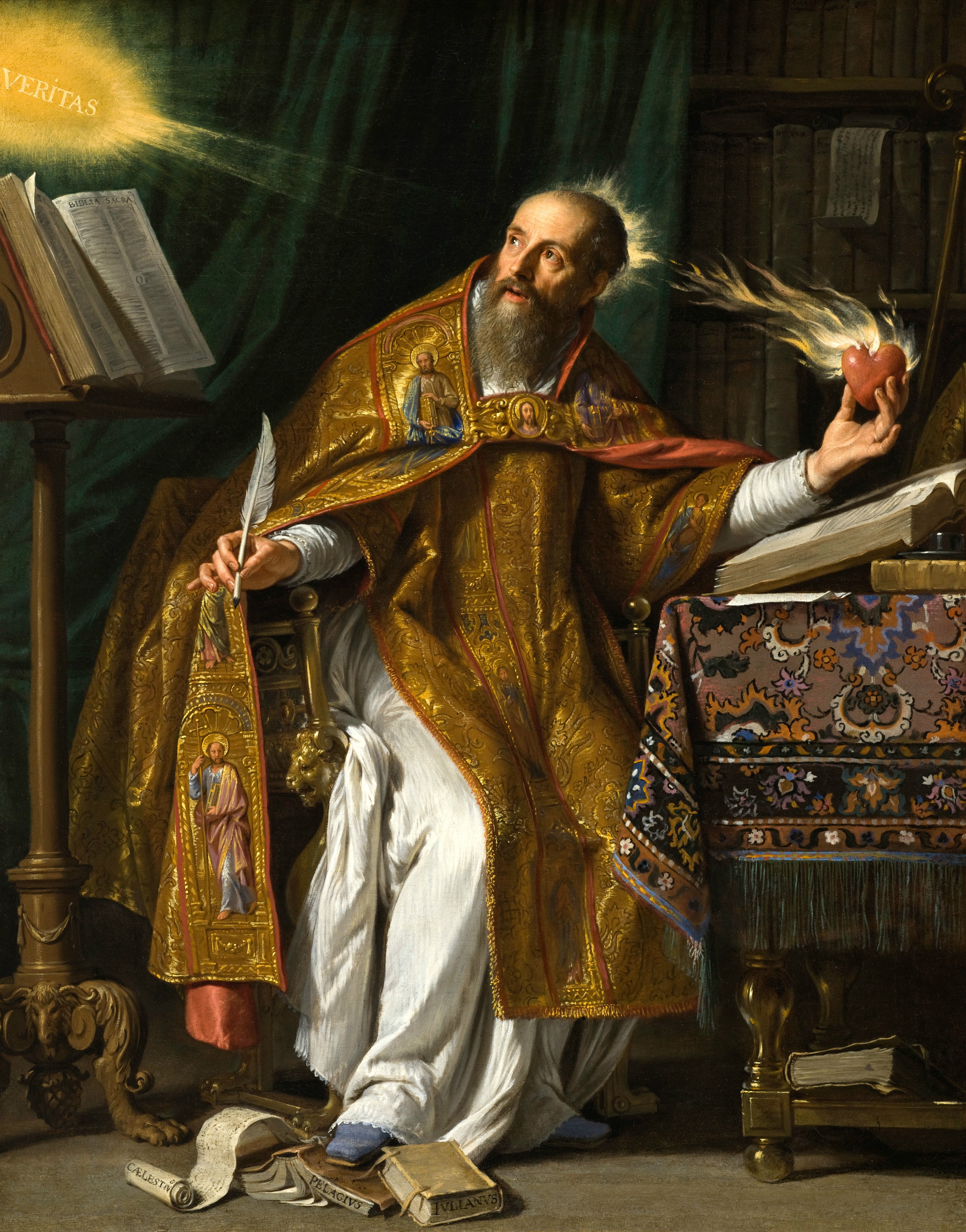
Retrato de Santo Agostinho, o mais antigo defensor da teoria do comando Divino.

A teoria do comando divino (também conhecida como voluntarismo teológico)  é uma teoria metaética que propõe que o status de uma ação como moralmente boa é equivalente a se ela é comandada por Deus. A teoria afirma que o que é moral é determinado pelos mandamentos de Deus e que para uma pessoa ser moral, ela deve seguir os mandamentos de Deus. Seguidores de religiões monoteístas e politeístas nos tempos antigos e modernos freqüentemente aceitaram a importância dos mandamentos de Deus no estabelecimento da moralidade.
Numerosas variantes da teoria foram apresentadas: historicamente, figuras incluindo Santo Agostinho, Duns Scotus, William de Ockham e Søren Kierkegaard apresentaram várias versões da teoria do comando divino; mais recentemente, Robert Merrihew Adams propôs uma "teoria modificada do comando divino" baseada na onibenevolência de Deus, na qual a moralidade está ligada às concepções humanas de certo e errado. Paul Copan argumentou a favor da teoria do ponto de vista cristão, e a teoria da motivação divina de Linda Trinkaus Zagzebski propõe que as motivações de Deus, ao invés de ordens, são a fonte da moralidade.
Desafios semânticos à teoria do comando divino foram propostos; o filósofo William Wainwright argumentou que ser comandado por Deus e ser moralmente obrigatório não tem um significado idêntico, o que ele acreditava que tornaria difícil definir a obrigação. Ele também afirmou que, como o conhecimento de Deus é exigido para a moralidade pela teoria do comando divino, ateus e agnósticos não poderiam ser morais; ele viu isso como uma fraqueza da teoria. Outros desafiaram a teoria em bases modais, argumentando que, mesmo se o comando de Deus e a moralidade se correlacionarem neste mundo, eles podem não fazê-lo em outros mundos possíveis. Além disso, o dilema de Eutífron, proposto pela primeira vez por Platão (no contexto da religião politeísta grega), apresentava um dilema que ameaçava resultar na arbitrariedade moral da própria moralidade ou resultar na irrelevância de Deus para a moralidade. A teoria do comando divino também foi criticada por sua aparente incompatibilidade com a onibenevolência de Deus, autonomia moral e pluralismo religioso, embora alguns estudiosos tenham tentado defender a teoria desses desafios.